# Imaginação sociológica
Imaginação sociológica, do original em inglês sociological imagination, é um termo da sociologia originalmente proposto pelo cientista social norte-americano C. Wright Mills, em seu livro homônimo de 1959. 
O termo se refere ao exercício intelectual de conexão entre experiências individuais e os seus contextos sociais. 
Trata-se de uma habilidade, desenvolvida com o objetivo de interpretar situações do cotidiano através da compreensão de processos sociais mais amplos. Para isso, busca-se analisar a própria sociedade a partir de um ponto de vista externo, procurando diminuir a influência na análise dos próprios valores culturais adquiridos ao longo da vida.[carece de fontes?]
Por exemplo, o pesquisador Luiz Mott utiliza a imaginação sociológica em pesquisas sobre assassinatos de LGBTs no Brasil. Para tal, esses ocorridos e suas circunstâncias são quantificados e comparados, em vez de serem tratados de maneira isolada. No entanto, Mott também afirma que "os crimes contra LGBT desafiam a imaginação sociológica devido a sua
imprevisibilidade", pois há grande variação quanto a número de assassinatos por mês, tipo de armas utilizadas, entre outros fatores. Isso dificulta a localização de fenômenos dentro de tendências sociais mais amplas.